# Оксон (Горња Саона)
Оксон (фр. Auxon) насеље је и општина у источној Француској у региону Франш-Конте, у департману Горња Саона која припада префектури Везул.
По подацима из 2011. године у општини је живело 429 становника, а густина насељености је износила 34,29 становника/km². Општина се простире на површини од 12,51 km². Налази се на средњој надморској висини од 245 метара (максималној 339 m, а минималној 229 m).

## Демографија
| 1962. | 1968. | 1975. | 1982. | 1990. | 1999. | 2011. |
| ----- | ----- | ----- | ----- | ----- | ----- | ----- |
| 262   | 261   | 332   | 390   | 369   | 399   | 429   |

График промене броја становника у току последњих година